# Stuart Crawford
Stuart Crawford (* 13. Februar 1981 in Irvine) ist ein ehemaliger schottischer Squashspieler und heutiger Squashtrainer.

## Karriere
Stuart Crawford spielte von 2005 bis 2010 auf der PSA World Tour und gewann in auf dieser einen Titel bei insgesamt zwei Finalteilnahmen. Seine höchste Platzierung in der Weltrangliste erreichte er mit Rang 113 im Februar 2008. Er wurde zwischen 2005 und 2011 fünfmal schottischer Landesmeister. Mit der schottischen Nationalmannschaft nahm er 2005, 2007, 2009 und 2011 an der Weltmeisterschaft teil. Darüber hinaus gehörte er mehrfach zum Kader bei Europameisterschaften. Im Einzel gelang ihm die Qualifikation für das Hauptfeld der Weltmeisterschaft nicht, während er 2005 das Achtelfinale der Europameisterschaft erreichte. Während seiner Karriere kam Crawford auf 86 Einsätze für die Nationalmannschaft. Mit Greg Lobban erreichte er 2014 das Viertelfinale im Doppel der Commonwealth Games.
Nach seinem Karriereende begann Crawford als Trainer zu arbeiten. Beim schottischen Verband war er zunächst als Co-Trainer der Nationalmannschaft beschäftigt und war für das Juniorenprogramm verantwortlich. 2015 wurde er für ein Jahr hauptamtlicher schottischer Nationaltrainer, ehe er 2016 zum Trainerteam des Amherst College stieß. 2024 wurde er als Nachfolger von David Campion Nationaltrainer Englands.

## Erfolge
- Gewonnene PSA-Titel: 1
- Schottischer Meister: 5 Titel (2005–2007, 2009, 2011)